# Panská Javorina
Panská Javorina je 942,6 m vysoký vrch v severovýchodní části pohoří Považský Inovec v obci Podhradie v okrese Topoľčany v Nitranském kraji na Slovensku. Východní a z části severní svahy jsou odlesněné a slouží jako pastviny. Boční svahy pokryté hustými lesy tvoří lovecké revíry vysoké a černé zvěře. V sedle je důležitá křižovatka turistických tras.
V roce 2010 byla na vrcholu vybudována 16 m vysoká dřevěná rozhledna.

## Přístup
Vrchol je dostupný po turistické trase číslo 2419, 5130 a 8116